# Meridiano 18 W
O meridiano 18 W é um meridiano que, partindo do Polo Norte, atravessa o Oceano Ártico, Gronelândia, Islândia, Oceano Atlântico, Ilhas Canárias, Oceano Antártico, Antártida e chega ao Polo Sul. Forma um círculo máximo com o Meridiano 162 E.
Começando no Polo Norte, o meridiano 18º Oeste tem os seguintes cruzamentos:
| País, território ou mar | Notas                                                |
| ----------------------- | ---------------------------------------------------- |
| Oceano Ártico           |                                                      |
| Gronelândia             | Continente e algumas ilhas, incluindo a Ilha Shannon |
| Oceano Ártico           | Mar da Gronelândia                                   |
| Islândia                |                                                      |
| Oceano Atlântico        | Passa a oeste da Ilha da Madeira, Portugal           |
| Espanha                 | Ilhas de La Palma e El Hierro, nas Ilhas Canárias    |
| Oceano Atlântico        |                                                      |
| Oceano Antártico        |                                                      |
| Antártida               | Terra da Rainha Maud, reclamada pela Noruega         |